# Spadaïta
|  | No s'ha de confondre amb espadaïta. |

La spadaïta és un mineral de la classe dels silicats. Rep el nom per Lavino Spada de Medici (1801-1863), polític italià i estudiant dels minerals.

## Característiques
La spadaïta és un silicat de fórmula química MgSiO₂(OH)₂·H₂O. Es tracta d'una espècie aprovada per l'Associació Mineralògica Internacional, tot i que el seu estatus actual és el de mineral qüestionable. La seva duresa a l'escala de Mohs és 2,5.
Segons la classificació de Nickel-Strunz pertany a «09.EC - Fil·losilicats amb plans de mica, compostos per xarxes tetraèdriques i octaèdriques» juntament amb els següents minerals: minnesotaïta, talc, wil·lemseïta, ferripirofil·lita, pirofil·lita, boromoscovita, celadonita, txernikhita, montdorita, moscovita, nanpingita, paragonita, roscoelita, tobelita, aluminoceladonita, cromofil·lita, ferroaluminoceladonita, ferroceladonita, cromoceladonita, tainiolita, ganterita, annita, efesita, hendricksita, masutomilita, norrishita, flogopita, polilitionita, preiswerkita, siderofil·lita, tetraferriflogopita, fluorotetraferriflogopita, wonesita, eastonita, tetraferriannita, trilitionita, fluorannita, xirokxinita, shirozulita, sokolovaïta, aspidolita, fluoroflogopita, suhailita, yangzhumingita, orlovita, oxiflogopita, brammal·lita, margarita, anandita, bityita, clintonita, kinoshitalita, ferrokinoshitalita, oxikinoshitalita, fluorokinoshitalita, beidel·lita, kurumsakita, montmoril·lonita, nontronita, volkonskoïta, yakhontovita, hectorita, saponita, sauconita, stevensita, swinefordita, zincsilita, ferrosaponita, vermiculita, baileyclor, chamosita, clinoclor, cookeïta, franklinfurnaceïta, gonyerita, nimita, ortochamosita, pennantita, sudoïta, donbassita, glagolevita, borocookeïta, aliettita, corrensita, dozyïta, hidrobiotita, karpinskita, kulkeïta, lunijianlaïta, rectorita, saliotita, tosudita, brinrobertsita, macaulayita, burckhardtita, ferrisurita, surita, niksergievita i kegelita.

## Formació i jaciments
Va ser descoberta a les pedreres de Capo di Bove, a la ciutat metropolitana de Roma Capital (Laci, Itàlia). També ha estat descrita a Emmendingen, al municipi de Freiburg (Baden-Württemberg, Alemanya), a la pedrera Livingston, dins el Comtat de Los Angeles (Califòrnia, Estats Units), i a les mines Cane Springs, Midas i Rube Gold, totes tres al comtat de Tooele (Utah, Estats Units).